# Маслевский, Валентин Иванович
Валентин Иванович Маслевский (06.05.1920 — 24.08.1983) — советский инженер, конструктор морских навигационных приборов, лауреат Ленинской премии (1963).

## Биография
Родился в г. Рославль. С 1938 г. студент Ленинградского электротехнического института (ЛЭТИ).
После начала войны — участник обороны Ленинграда. В августе 1941 г. направлен в ЛАТУЗА им. Баранова, после окончания которого с апреля 1942 г. в действующей армии, офицер зенитной артиллерии.
Окончил ЛЭТИ (1948).
С 1948 г. работал в НИИ-303 (впоследствии ЦНИИ «Электроприбор») в должностях от инженера-конструктора до главного инженера — первого заместителя генерального директора ленинградского НПО «Азимут» (его головным институтом был ЦНИИ «Электроприбор»).
В 1960-е гг. начальник Главного производственного управления Министерства судостроительной промышленности.
Главный конструктор навигационных комплексов первого поколения для подводных лодок и надводных кораблей. Участник и технический руководитель испытаний навигационных комплексов в первых походах советских подводных лодок к Северному полюсу (1962, 1963).
Ленинская премия (1963). Премия им. конструктора гироскопических приборов Н. Н. Острякова.
Похоронен на Серафимовском кладбище Санкт-Петербурга.